# Tierra parda
Tierra parda es una de las últimas obras firmadas y fechadas por el pintor y escultor español Guillermo Silveira (1922-1987). Está pintada al óleo sobre lienzo y sus dimensiones son de 92 x 73 cm, es decir, las de un «30 figura». Firmada y fechada «G. SilveiraGG / 85» en la parte inferior derecha.
A finales de diciembre de 1986, concurrió a la «VII Bienal de Pintura Provincia de León», clausurada el 11 de enero del año siguiente, justo cuatro meses antes de la muerte del autor.

## Historia y características
Tomando en cuenta su fecha de realización, el cuadro se debió pintar en su domicilio estudio del bloque de oficiales del Ejército del Aire de la Avda. Cristóbal Colón n.º 7-5.º 2 de la capital pacense, en el que el artista residió con su familia desde finales de los años 1970 hasta su fallecimiento el 11 de mayo de 1987.
No obstante, cabe hablar en estos años finales de un descenso considerable del número de cuadros terminados, debido en buena parte a una mayor lentitud en la realización de la obra artística (una pintura cuyas dimensiones excedían casi siempre del metro, al menos en uno de sus lados, podía emplearle como poco de tres o cuatro meses), unida a la proyección de una ambiciosa serie de murales y trabajos escultóricos además de un progresivo deterioro de su estado de salud, lo que lo llevó a participar en menos eventos colectivos que en etapas anteriores, así como al práctico final de las exposiciones individuales (de las treinta y nueve piezas presentadas en el Banco de Bilbao de Badajoz en diciembre de 1984, solo seis habían sido realizadas a principios de los años 1980) a falta de suficiente obra nueva.
Artísticamente el estudio de la obra descubre la consecución de un cierto «estilo propio», «sin tributos ni adjetivas subsidiaridades», «por la vía de un formalismo al tiempo monumental e ingenuo», que ya no encaja con el expresionismo subjetivo ni la neofiguración de sus primeras épocas. Cromáticamente predominan los colores terrosos y rojizos contrapuestos a una serie de tonos complementarios (azules, amarillos), dispuestos en grandes planos delimitados mediante profundas incisiones. Las frecuentes distorsiones formales con fines expresivos, muy propias del pintor, se hacen presentes en este caso en el tamaño excesivo de las manos de la pareja de campesinos, observable asimismo en una serie de piezas relacionadas con «el mundo del trabajo, de los que sufren», como El maquinista (1975), Los pedigüeños (1977), las dos versiones sucesivas de Hombres y máquinas, etcétera.

## Exposiciones
- Exposición inaugural de la Sala Acuarela. Badajoz, 28 de febrero-marzo de 1986.[9][10][11]
- «Guillermo Silveira». Museo Provincial de Bellas Artes. Badajoz, 26 de marzo-31 de mayo de 2009 (n.º 56).[1]
- «Búsquedas». Palacio de los Barrantes-Cervantes. Trujillo (Cáceres), 15 de septiembre-29 de octubre de 2017 (sin numerar).[2]
- «Guillermo Silveira – un puñetazo de alma». Sala Espacio CB Arte de la Fundación CB de Badajoz. Avda. Santa Marina n.º 25, 11-29 de enero de 2022 (sin numerar).[12]
- «Silveira en el castillo». Capilla del castillo de Segura de León, 27 de mayo-26 de junio de 2022.[13]
- «Cartas a Silveira» (exposición homenaje al profesor Guillermo Silveira con motivo del I centenario de su nacimiento [pospuesta en su momento] y la finalización del curso 2023-4). Escuela de Artes y Oficios Adelardo Covarsí. Museo de la Ciudad Luis de Morales. Plaza de Santa María s/n. Badajoz, presentada del 7 al 18 de junio de 2024.[14]

## Obras relacionadas

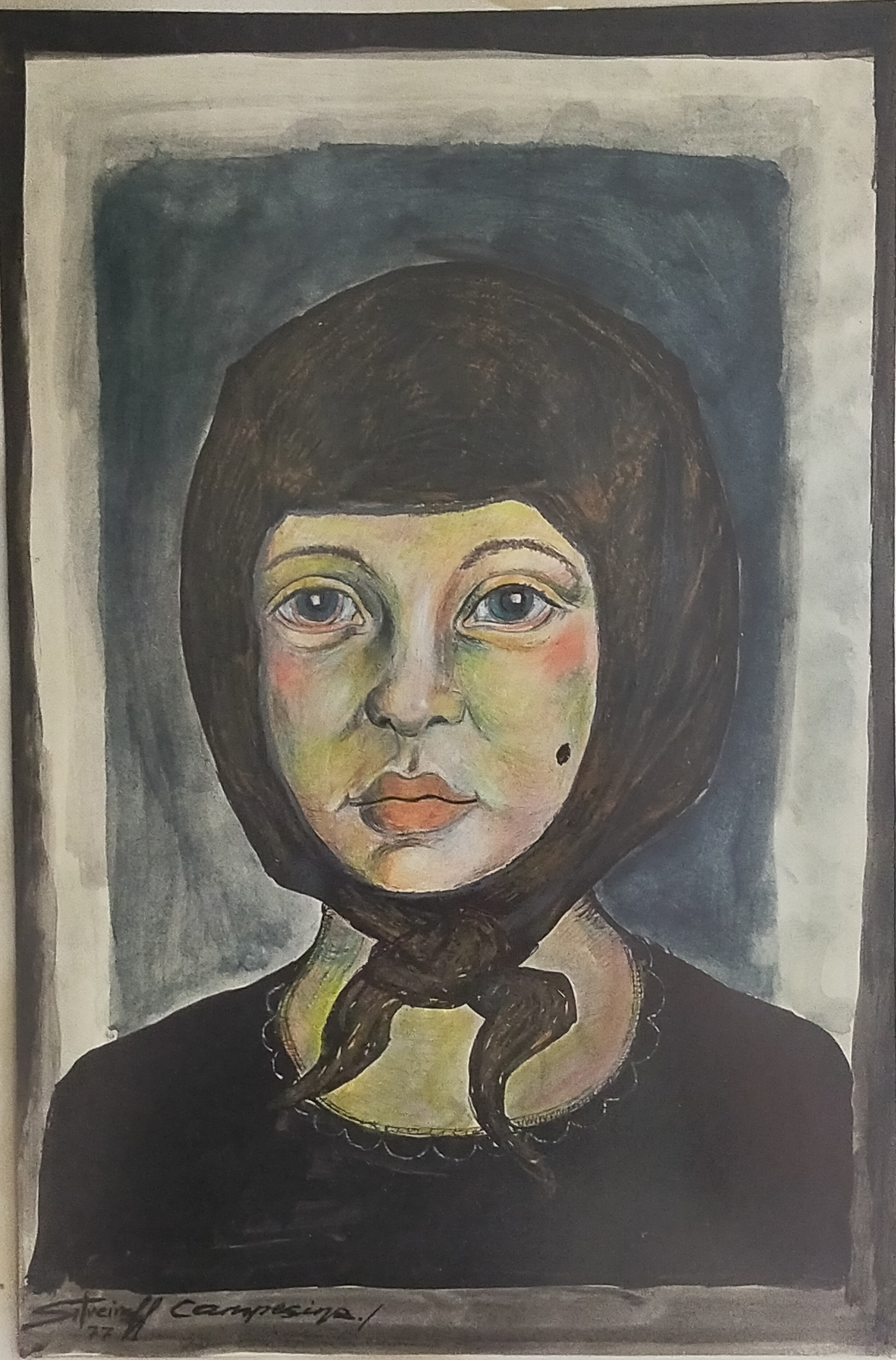
Campesina, 1977. Tinta y lápiz de color sobre papel, 60 x 45 cm. Col. particular, Badajoz.

- Campesina, firmada y fechada «SilveiraGG / 77» en el ángulo inferior izquierdo. Inscripción en la parte inferior izquierda «Campesina». Tinta y lápiz de color sobre papel, 60 x 45 cm. Exposición de pintura extremeña. Diputación Provincial de Badajoz: Institución Cultural Pedro de Valencia. El Cairo (Egipto), mayo de 1978.[15][16][2] «Exposición de Pinturas de Guillermo Silveira». Muestra retrospectiva (1959-1984) con motivo de la Semana Cultural Militar. Sala de exposiciones del Banco de Bilbao (Badajoz), 3-9 de diciembre de 1984 (n.º 17).[17] «GUILLERMO SILVEIRA moderno / rupturista». Casa de la Cultura de Segura de León, Badajoz, 20-23 de julio de 2017. «Silveira en el castillo». Capilla del castillo de Segura de León, 27 de mayo-26 de junio de 2022. Col. particular, Badajoz.[18][13]

## Otros cuadros de los años 1980 (selección)
Según el profesor Hernández Nieves se trata de un conjunto de «escenas con pocas figuras, próximas al espectador, que recubren toda la composición en un claro horror vacui, con las características cabezas inclinadas y los rostros expresivos, ingenuos y tristes», «cuyas dimensiones exceden casi siempre del metro, al menos en uno de sus lados», de las que se destacan las siguientes:
- Melancolía bohemia o Arlequín, 1983. Óleo sobre tela, 100 x 80 cm. «Exposición de Pinturas de Guillermo Silveira». Muestra retrospectiva (1959-1984) con ocasión de la Semana Cultural Militar. Sala de exposiciones del Banco de Bilbao (Badajoz), 3-9 de diciembre de 1984 (n.º 13). «Guillermo Silveira». Museo Provincial de Bellas Artes. Badajoz, 26 de marzo-31 de mayo de 2009 (n.º 55). «Búsquedas». Palacio de los Barrantes-Cervantes. Trujillo (Cáceres), 15 de septiembre-29 de octubre de 2017 (sin numerar). Col. particular, Badajoz.[21][22][2]
- Sin título (payaso), firmado «G SilveiraGG» en el ángulo inferior izquierdo, años 1980. Óleo sobre lienzo, 90 x 70 cm. «Guillermo Silveira». Museo Provincial de Bellas Artes. Badajoz, 26 de marzo-31 de mayo de 2009 (n.º 58). Col. particular, Madrid.[23]
- Bohemia o El estudiante, firmado y fechado «SilveiraGG / 1985» en el ángulo inferior izquierdo. Óleo sobre lienzo, 93 x 74 cm. «Guillermo Silveira». Museo Provincial de Bellas Artes. Badajoz, 26 de marzo-31 de mayo de 2009 (n.º 57). «Búsquedas». Palacio de los Barrantes-Cervantes. Trujillo (Cáceres), 15 de septiembre-29 de octubre de 2017 (sin numerar). «Guillermo Silveira – un puñetazo de alma». Sala Espacio CB Arte de la Fundación CB de Badajoz. Avda. Santa Marina n.º 25, 11-29 de enero de 2022 (sin numerar). Col. particular, Badajoz.[24][2][25]
- El violinista apasionado, 1985. Óleo sobre tela, 116 x 77 cm. «Búsquedas». Palacio de los Barrantes-Cervantes. Trujillo (Cáceres), 15 de septiembre-29 de octubre de 2017 (sin numerar). «Guillermo Silveira – un puñetazo de alma». Sala Espacio CB Arte de la Fundación CB de Badajoz. Avda. Santa Marina n.º 25, 11-29 de enero de 2022 (sin numerar). Col. particular, Badajoz.[2][26]
- Dos músicos del circo (inacabado), 1987. Óleo sobre lienzo, 116 x 89 cm. Junto con diversos utensilios de pintura del artista (un caballete, espátulas, pinceles) formó parte del breve homenaje celebrado en la antigua sede de la calle Hernán Cortés n.º 1 de la Real Sociedad Económica Extremeña de Amigos del País de Badajoz, promovido por Francisco Pedraja y Antonio Zoido unos meses después de la muerte del pintor. «Guillermo Silveira – un puñetazo de alma». Sala Espacio CB Arte de la Fundación CB de Badajoz. Avda. Santa Marina n.º 25, 11-29 de enero de 2022 (sin numerar). Col. particular, Badajoz.[10][27][28]